# Amblyomma maculatum
Amblyomma maculatum é uma espécie de carrapato que ocorre na região neotropical. Formas juvenis parasitam aves e pequenos mamíferos, principalmente roedores do gênero Sigmodon. Essa espécie de carrapato pode ser parasitada por Rickettsia parkeri.